# Nino D'Angelo
Gaetano D'Angelo, detto Nino (Napoli, 21 giugno 1957), è un cantautore, attore, regista e sceneggiatore italiano.

## Biografia

### L'infanzia e gli inizi (1957-1980)
Primo di sei figli, a lui sono seguiti Giuseppe, Gennaro, Concetta, Dora e Milena D'Angelo. Di padre operaio (Antonio) e madre casalinga (Emilia), nasce a Napoli, nel quartiere di San Pietro a Patierno, nella periferia nord-orientale della città, ma cresce nella confinante Casoria; a causa delle condizioni economiche della sua famiglia, lascia presto la scuola e inizia a lavorare come commesso in un negozio di scarpe. Subito dopo, saltuariamente, come cantante ai matrimoni e come gelataio alla stazione di Napoli Centrale.
Durante questo periodo, oltre il lavoro, partecipa alla manifestazione Voci Nuove di Napoli e frequenta spesso la galleria Umberto I; così, dopo una breve gavetta musicale, nel 1976 giunge a un immediato successo in ambito regionale con il suo primo 45 giri, 'A storia mia ('O scippo), pubblicato grazie a fondi familiari. Il singolo diventa poi un album con lo stesso titolo, che ottiene notorietà anche nelle altre regioni meridionali, sfiorando le cinquantamila copie vendute.
Si sposa in giovane età, il 25 luglio 1979, con Annamaria Gallo, nata a Napoli l'8 agosto 1963 e cresciuta a Casavatore, dalla quale ha due figli: Antonio (1979), detto Toni, e Vincenzo (1983). In questo periodo, comincia anche a lavorare in teatro nelle cosiddette sceneggiate, tipica forma teatrale napoletana. Le più note sono 'A storia mia; Esposito Teresa; L'Onorevole; 'A parturente. La sua prima sceneggiata, alla fine degli anni Settanta, porta il titolo di Monaca e Mamma, scritta e diretta dal maestro Vincenzo Gallo, padre di Annamaria, noto autore di musica napoletana.

### I tempi del caschetto (1981-1988)

Nino D'Angelo al suo debutto cinematografico nel ruolo di Pasqualino Capece in Celebrità (1981)

Nel 1981, esordisce nel cinema, con Celebrità (ispirato all'album omonimo uscito nel 1980), al fianco di Regina Bianchi e con la regia di Ninì Grassia. Recita poi nei film L'ave Maria, del 1982, e Lo studente, dello stesso anno. Sempre nel 1982, interpreta Tradimento e Giuramento, in coppia con Mario Merola, e nel 1983 interpreta L'ammiratrice, in coppia con Annie Belle, Nicola Pignataro e Mariolina De Fano. Sempre nel biennio 1982-1983 si realizza l'abbinamento disco e film con 'Nu jeans e 'na maglietta. L'album vende oltre un milione di copie e il film, che ha per attori protagonisti, tra gli altri, Bombolo, Enzo Cannavale, Sebastiano Somma e Roberta Olivieri (che interpreterà altri film insieme a D'Angelo), pur avendo aspettative molto basse, tiene testa, negli incassi, al film Flashdance. Da questo momento, comincia il "fenomeno Nino D'Angelo", inconfondibile col suo caschetto biondo, il più famoso in Italia dopo quelli di Raffaella Carrà e Caterina Caselli.
Nel 1983, pubblica, in successione, due album che lo proiettano verso il successo nazionale: Sotto 'e stelle e Forza campione. Gli arrangiamenti sono curati da Franco Chiaravalle. In questo periodo, interpreta anche alcuni film che sbancano al botteghino, tra cui La discoteca, Uno scugnizzo a New York e Popcorn e patatine. Si aprono le porte anche del piccolo schermo: le trasmissioni televisive lo invitano come ospite su diverse reti nazionali, da Pippo Baudo a Raffaella Carrà, a Sandra Milo; appare anche in televisione con un concerto nel 1982 su Rai 1 dal Teatro Delle Palme di Napoli.
Nel 1985, raggiunge la Top Ten delle classifiche nazionali con l'album Eccomi qua, che crea le premesse per il suo esordio dell'anno seguente al Festival di Sanremo, dove presenta il singolo Vai, che venderà più di ottantamila copie. Viene ignorato dai critici, ma il suo album Cantautore è uno dei più venduti tra quelli del festival. Il successo su vasta scala gli consente di ottenere il passaggio dalla casa discografica Vis Radio alla Dischi Ricordi, per la quale pubblica, nell'autunno del 1986, l'album Fotografando l'amore, che si conferma  Disco d'oro.
In questi anni, comincia a girare il mondo, facendo tappa in Belgio, in Germania, negli Stati Uniti e in Francia, dove, nel 1986, esordisce all'Olympia di Parigi. Prima di lui, tra gli artisti italiani, solo Adriano Celentano. Incide anche un album con dieci dei suoi più grandi successi dell'epoca in versione ispanica, Grandes Éxitos en Español. Nel 1986, scrive il suo primo libro, dal titolo Scugnizzo biondo. La canzone Napoli, tratta dal film Quel ragazzo della curva B, diviene un inno per i tifosi di calcio napoletani e accompagna la squadra azzurra negli anni del primo scudetto di Diego Armando Maradona. Nel 1988, pubblica l'album Il cammino dell'amore e gira il film La ragazza del metrò, sempre in coppia con la Olivieri, e, tra gli altri, con Ninetto Davoli e Toni Ucci, anch'egli campione d'incassi al botteghino.

### Il cambiamento radicale (1989-1997)

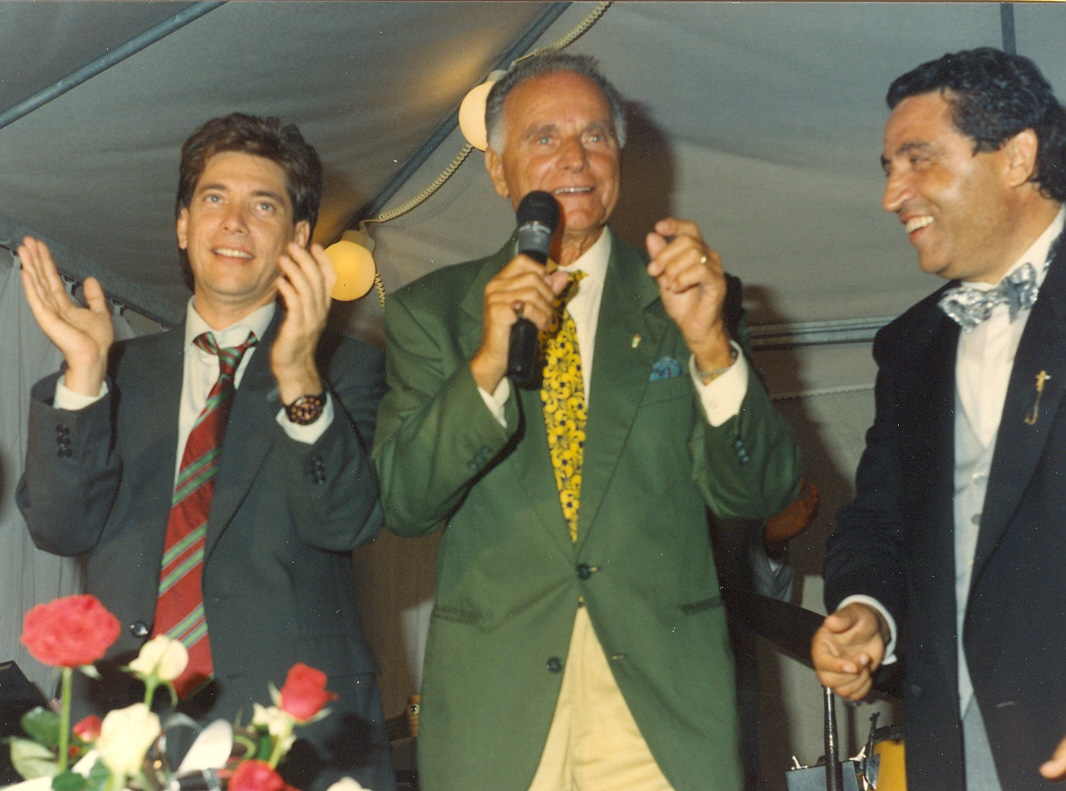
Nino D'Angelo, Alberto Amato e Mario Trevi ritratti nel 1992

Nel 1989, dopo la scomparsa dei suoi genitori, D'Angelo entra in un periodo di depressione. Prova a smettere i panni del cantante che vendeva album, cercando in sé stesso "le emozioni più profonde per scrivere i brani". Da allora, dopo un tentativo di suicidio, si professa cattolico e si lega a san Gennaro. Si ricorda, in questo periodo, il cambio radicale di aspetto, che lo vede eliminare del tutto il caratteristico caschetto biondo per un taglio più disinvolto. 
Le nuove canzoni pubblicate non raccontano più solamente storie d'amore, ma anche socialità e vita quotidiana. Tra queste, Amo l'estate (1990), ...e la vita continua (1991); Bravo ragazzo (1992), Tiempo (1993), che riuscì a convincere anche la critica (si ricordano gli apprezzamenti del critico del cinema Goffredo Fofi). Nel 1991, torna al cinema con il film Fatalità (in cui Nino, a differenza di altri film, è doppiato), con Nina Soldano e Francesco Paolantoni, diretto da Ninì Grassia, ed è ospite nell'album dei Bisca col brano Note Sconosciute. Nel 1994, insieme a Fabrizio Bracconeri, interpreta Attenti a noi due, diretto da Mariano Laurenti e sceneggiato da Ninì Grassia. 
Nel 1996, arrivano i primi riconoscimenti del nuovo percorso artistico. Incontra la regista Roberta Torre, che gli propone di girare un cortometraggio, Vita a volo d'angelo, poi presentato al Festival di Venezia, dove riscuote molti apprezzamenti. D'Angelo pubblica poi un inedito con la grande interprete della canzone napoletana Giulietta Sacco dal titolo A Regina de canzone. L'anno dopo, la stessa Torre gli propone di realizzare la colonna sonora al suo primo lungometraggio, Tano da morire, con il quale D'Angelo vince, tra altri premi, il David di Donatello come migliore musicista e il Nastro d'argento per la migliore musica, assegnato dal SNGCI.
Nel 1997, D'Angelo scrive il suo primo musical, Core pazzo, che ottiene grande successo. Nello stesso anno, pubblica l'album A nu passo d' 'a città, dove opera l'ennesima svolta artistica, tra jazz e musica etnica. Il 21 giugno dello stesso anno, nel giorno del suo quarantesimo compleanno, tiene un concerto nel quartiere periferico Scampia, con oltre diecimila persone.

### Tra etnie e cinema (1998-2005)
Nel 1998, è tra i conduttori del Dopofestival con Piero Chiambretti. Nel 1999, pubblica il libro L'ignorante intelligente, un'autobiografia che racconta le sue umili origini.
Nello stesso anno, torna a gareggiare al Festival di Sanremo con Senza giacca e cravatta, cantata insieme a Brunella Selo, raggiungendo l'ottavo posto. Nell'album successivo, Stella 'e matina, è incluso tra i brani il singolo 'A muntagna è caduta, dedicato alle vittime dell'alluvione a Sarno del 1998. Intanto, ottiene alcuni ruoli nel cinema (Paparazzi; Vacanze di Natale 2000; Tifosi e Aitanic, parodia del famoso colossal, in qualità di regista e attore) e a teatro. Nel 2001, riceve il premio Gassman per lo spettacolo L'ultimo scugnizzo di Raffaele Viviani e, nell'autunno, esce l'album Terranera, disco totalmente etnico, che riceve il Disco d'oro per le oltre cinquantamila copie vendute.
D'Angelo torna al Festival di Sanremo 2002 con Marì, che sarà inserita nella compilation La festa per celebrare i suoi venticinque anni di carriera. Partecipa ancora al Festival nel 2003 con 'A storia 'e nisciuno, contenuta nell'album 'O schiavo e 'o rre, e sempre nel 2003 è nel cast del film Il cuore altrove, per la regia di Pupi Avati e vince il premio Flaiano come attore non protagonista.  Nel febbraio 2005, pubblica il singolo Brava Gente, tratta da Il ragù con la guerra (2005), album ispirato alla musica di Peter Gabriel. Sono tante le trasmissioni televisive che iniziano ad occuparsi di lui, come il Maurizio Costanzo Show, Domenica in, La vita in diretta e Scherzi a parte, dove è la vittima per ben due volte. Partecipa, anche come regalo a un fan, alla trasmissione C'è posta per te di Maria De Filippi. 

### La svolta artistica (dal 2006 a oggi)
Dal 2006 al 2010, per nomina diretta del sindaco di Napoli, Antonio Bassolino, è  il direttore artistico del Teatro Trianon Viviani. Grazie al comune di Napoli, nelle scuole della Campania, vengono distribuiti libricini che portano il titolo dello spettacolo Core Pazzo, dove si ripercorre l'arte di D'Angelo come insegnamento della cultura anche se si viene dal niente. Nel settembre del 2006, lavora sul set del film per il cinema dal titolo Una notte, diretto dal figlio Toni D'Angelo. Nel maggio del 2007, D'Angelo è invitato dalla Facoltà di Scienze della Formazione dell'Università degli Studi Suor Orsola Benincasa di Napoli a tenere una lezione sul tema "La musica come strumento di recupero sociale". Sempre nel maggio 2007, l'artista entra in studio per registrare il nuovo CD, Gioia Nova, e comincia una tournée che dura fino all'agosto dello stesso anno.
Il 28 settembre 2007, il CD è  pubblicato e il primo singolo estratto è Nu napulitano. L'8 luglio 2008, partecipa al concerto per festeggiare i trent'anni di carriera di Pino Daniele, con cui canta Napule è (insieme ad altri artisti, tra cui Giorgia, Irene Grandi, Gigi D'Alessio, Chiara Civello e Peppe Servillo) e Donna Cuncetta.
Successivamente, è nominato direttore artistico della festa di Piedigrotta a Napoli, organizzata il per 14 settembre 2008.
Nel 2008, pubblica l'album D'Angelo canta Bruni, CD dedicato al cantante partenopeo Sergio Bruni, dove Nino ripercorre i suoi più grandi successi. Nello stesso anno, propone al Teatro Trianon Viviani lo spettacolo omonimo del disco, ottenendo grandissimo successo di critica e di pubblico; il CD, dopo un mese, entra  nella classifica dei cento dischi più venduti in Italia. Nel marzo del 2009, una sua vecchia canzone, Pop corn e patatine, insieme con Ogni volta di Vasco Rossi, fa parte della colonna sonora di Fortapàsc, film del 2009 di Marco Risi, che narra gli ultimi quattro mesi di vita del giornalista Giancarlo Siani.
Partecipa al Festival di Sanremo 2010, insieme a Maria Nazionale, con Jammo jà, canzone sulla Questione meridionale, presentata interamente in lingua napoletana: la canzone non accede alla finale. Nello stesso periodo, D'Angelo pubblica una nuova compilation dal titolo Jammo jà, che ripercorre i suoi trentacinque anni di carriera, e scrive il suo terzo libro autobiografico, Core pazzo.
Il 4 dicembre 2011 esce il singolo Italia bella, che anticipa l'uscita, nel gennaio 2012, dell'album Tra terra e stelle. Nell'inverno 2011-2012, porta nei teatri il suo nuovo spettacolo C'era una volta un jeans e una maglietta; l'esordio avviene al Teatro Bellini di Napoli il 23 dicembre 2011. Lo spettacolo è  riproposto nella stagione teatrale 2012-2013.
Il 21 ottobre 2013, per Nino D'angelo si aprono le porte del Teatro di San Carlo di Napoli per omaggiare Sergio Bruni. Il 1º novembre 2014, ha inizio il tour Nino D'Angelo concerto anni 80 ...e non solo, che riscuote un notevole successo nei teatri, nei palazzetti e nele arene di tutta Italia e in parte della Germania e dell'America.
Il 24 giugno 2017 ,Nino D'Angelo festeggia i suoi sessant'anni con un concerto allo Stadio San Paolo di Napoli, dinanzi a un pubblico di circa ventimila persone. Partecipano come ospiti: Sal Da Vinci, Gigi Finizio, Maria Nazionale, Brunella Selo, Stefania Lay, Clementino, Franco Ricciardi, Luchè, Rocco Hunt, Raiz, Monica Sarnelli e altri.
L'8 dicembre, esce il nuovo album Nino D'Angelo 6.0. Tale album contiene un disco di inediti, un disco intitolato I miei più grandi insuccessi e un altro relativo al live del grande concerto dello Stadio San Paolo; rilevante è la sua collaborazione con Franco Battiato nel brano L'ultrà. Il 21 dicembre 2018, durante Sanremo Giovani 2018, Pippo Baudo e Fabio Rovazzi annunciano la  partecipazione di D'Angelo al Festival di Sanremo 2019 con il brano brano Un'altra luce, in coppia con il rapper Livio Cori, con cui si classifica al ventiquattresimo e ultimo posto.
Dopo Sanremo, insieme a Gigi D'Alessio, tiene vari concerti per l'Italia e all'estero con il nuovo progetto Figli di un re minore.
Nell'ottobre 2020, l'artista urbano Jorit lo omaggia con un murale tributo a San Pietro a Patierno.
Il 2021 si apre per D'Angelo con un videoclip, dove porta con sé in duetto la cantante partenopea Maria Nazionale e l'attore siciliano Sergio Friscia. Il brano è quello del 2003 'O schiavo e 'o rre, dall'omonimo album. A settembre 2021, D'Angelo esce con un singolo nuovo, che precede il nuovo progetto album-libro-tour dall'unico titolo Il Poeta che non sa parlare. Il relativo tour ha inizio a Pescara il 3 marzo 2022.
Il 16 marzo 2022, in occasione dei centotrenta anni del quotidiano Il Mattino, partecipa, con Gigi D'Alessio, Tony Tammaro, Serena Autieri, Gino Rivieccio, Enzo Gragnaniello, Peppino di Capri, Enzo Avitabile, Peppe Servillo, Peppino Gagliardi, Mario Trevi, e tanti altri artisti napoletani, al video di auguri pubblicato online dal giornale. Nello stesso anno, torna sul grande schermo, dopo ben sedici anni, in un film del pittore Domenico Paladino dal titolo La Divina Cometa. L'opera è  presentata al Festival del Cinema di Roma ed esce nelle sale cinematografiche l'11 maggio 2023.
Il 30 ottobre 2022, omaggia Diego Armando Maradona, nel giorno del suo compleanno, con un video ufficiale del brano Campiò, tratto dal suo ultimo lavoro discografico. Il videoclip è interamente girato nella bottega del maestro Sepe, che ha realizzato la statua in onore del calciatore argentino e sarà protagonista del video insieme al cantautore.
Il 26 maggio 2023, ospite ad una delle cinque serate-concerto di Gigi D'Alessio in piazza del Plebiscito a Napoli, avrà occasione di incontrare, oltre ad alcuni giocatori della squadra di calcio del Napoli, anche il presidente Aurelio De Laurentiis, che proclamerà la canzone Napoli come inno ufficiale della squadra.
Nel 2025, Nino D'Angelo è protagonista del documentario biografico Nino. 18 giorni, diretto e prodotto da Toni D'Angelo con Isola Produzioni Srl, in coproduzione con Rai Cinema, Mad Entertainment e altre collaborazioni. Il film, che esplora alcuni momenti significativi della carriera e della vita di Nino D'Angelo, è stato selezionato fuori concorso alla 82ª Mostra internazionale d'arte cinematografica di Venezia.

## Filmografia

### Attore

#### Cinema
- Celebrità, regia di Ninì Grassia (1981)
- L'Ave Maria, regia di Ninì Grassia (1982)
- Tradimento, regia di Alfonso Brescia (1982)
- Giuramento, regia di Alfonso Brescia (1982)
- Lo studente, regia di Ninì Grassia (1982)
- L'ammiratrice, regia di Romano Scandariato (1983)
- Un jeans e una maglietta, regia di Mariano Laurenti (1983)
- La discoteca, regia di Mariano Laurenti (1983)
- Uno scugnizzo a New York, regia di Mariano Laurenti (1984)
- Popcorn e patatine, regia di Mariano Laurenti (1985)
- Giuro che ti amo, regia di Nino D'Angelo (1986)
- Fotoromanzo, regia di Mariano Laurenti (1986)
- Quel ragazzo della curva B, regia di Romano Scandariato (1987)
- La ragazza del metrò, regia di Romano Scandariato (1988)
- Fatalità, regia di Ninì Grassia (1991)
- Attenti a noi due, regia di Mariano Laurenti (1994)
- Paparazzi, regia di Neri Parenti (1998)
- Tifosi, regia di Neri Parenti (1999)
- Vacanze di Natale 2000, regia di Carlo Vanzina (1999)
- Aitanic, regia di Nino D'Angelo (2000)
- Il cuore altrove, regia di Pupi Avati (2003)
- Come inguaiammo il cinema italiano - La vera storia di Franco e Ciccio, regia di Daniele Ciprì e Franco Maresco (2004)
- 4-4-2 - Il gioco più bello del mondo, regia di Michele Carrillo, episodio Meglio di Maradona (2006)
- Una notte, regia di Toni D'Angelo (2007)
- Falchi, regia di Toni D'Angelo (2017) – cameo
- La divina cometa, regia di Mimmo Paladino (2022)
- Nino. 18 giorni, regia di Toni D'Angelo (2025)

#### Televisione
- Ama il tuo nemico, regia di Damiano Damiani – miniserie TV (1999)
- Vita da Carlo 3 - serie TV (2024) - cameo
- Uonderbois – serie TV (2024) - cameo ep. 3-6

### Colonna sonora
- Celebrità, regia di Ninì Grassia (1981)
- L'ave Maria (l'artista), regia di Ninì Grassia (1982)
- Lo studente, regia di Ninì Grassia (1983)
- L'ammiratrice, regia di Romano Scandariato (1983)
- Un jeans e una maglietta, regia di Mariano Laurenti (1983)
- La discoteca, regia di Mariano Laurenti (1984)
- Uno scugnizzo a New York, regia di Mariano Laurenti (1984)
- Popcorn e patatine, regia di Mariano Laurenti (1985)
- Giuro che ti amo, regia di Nino D'Angelo (1986)
- Fotoromanzo, regia di Mariano Laurenti (1986)
- La ragazza del metrò, regia di Romano Scandariato (1988)
- Fatalità, regia di Nini Grassia (1991)
- Attenti a noi due, regia di Mariano Laurenti (1994)
- Tano da morire, regia di Roberta Torre (1997)
- Aitanic, regia di Nino D'Angelo (2000)
- Gomorra, regia di Matteo Garrone (2008)
- Fortapàsc, regia di Marco Risi (2009)
- Falchi, regia di Toni D'Angelo (2017)

### Regista
- Giuro che ti amo (1986)
- Aitanic (2000)

### Sceneggiatore
- Giuro che ti amo, regia di Nino D'Angelo (1986)
- La ragazza del metrò, regia di Romano Scandariato (1988)
- Aitanic, regia di Nino D'Angelo (2000)

#### Soggetto
- L'ammiratrice, regia di Romano Scandariato (1983)
- Un jeans e una maglietta, regia di Mariano Laurenti (1983)
- La discoteca, regia di Mariano Laurenti (1983)
- Uno scugnizzo a New York, regia di Mariano Laurenti (1984)
- Popcorn e patatine, regia di Mariano Laurenti (1985)
- Giuro che ti amo, regia di Nino D'Angelo (1986)
- Fotoromanzo, regia di Mariano Laurenti (1986)
- Aitanic, regia di Nino D'Angelo (2000)

### Documentari
- Titanus 1904, regia di Giuseppe Rossi (2024)

## Programmi televisivi

### Conduttore
- DopoFestival (Rai 1, 1998)
- Io non t'ho mai chiesto niente (Canale 5, 2005)
- Striscia la notizia (Canale 5, 2005) – 2 puntate

### Concorrente
- Soliti ignoti (Rai 1, 2021)

## Discografia

### Album in studio
- 1976 – 'A storia mia ('O scippo)
- 1977 – Nino D'Angelo vol.2
- 1978 – Nino D'Angelo vol.3
- 1979 – 'A parturente
- 1980 – Celebrità
- 1981 – 'A discoteca
- 1982 – Le due facce di Nino D'Angelo: Storia - Core 'e papà
- 1982 – 'Nu jeans e 'na maglietta
- 1983 – Sotto 'e stelle
- 1983 – Forza campione
- 1984 – Grandes Exitos En Español
- 1984 – Nino D'Angelo (Popcorn e patatine)
- 1984 – Nino D'Angelo "Raccolta colonne sonore originali dei films"
- 1985 – Eccomi qua
- 1986 – Cantautore
- 1986 – Tema d'amore
- 1986 – Fotografando l'amore
- 1987 – Cose di cuore
- 1988 – Le canzoni che cantava mammà
- 1988 – Il cammino dell'amore
- 1989 – Inseparabili
- 1990 – Amo l'estate
- 1991 – ...e la vita continua
- 1992 – Bravo ragazzo
- 1993 – Tiempo
- 1994 – Musicammore
- 1995 – 'A neve e 'o sole
- 1997 – A nu passo d' 'a città
- 1999 – Stella 'e matina
- 2000 – Omaggio a Napoli
- 2001 – Terranera
- 2002 – La festa (con un inedito)
- 2003 – 'O schiavo e 'o rre
- 2005 – Il ragù con la guerra
- 2007 – Gioia Nova
- 2008 – D'Angelo canta Bruni
- 2010 – Jammo jà (con un inedito)
- 2012 – Tra terra e stelle
- 2017 – Nino D'Angelo 6.0 - inediti
- 2021 – Il poeta che non sa parlare

### Album dal vivo
- 1987 – Nino D'Angelo in concerto vol.1 e vol.2
- 2015 – Nino D'Angelo concerto anni 80... e non solo
- 2017 – Concerto 6.0
- 2024 – I miei meravigliosi anni '80… e non solo! (2 CD + 1 DVD)

### Colonna sonora
- 1997 - Tano da morire
- 2000 - Aitanic

### Raccolte
- 1997 – 10 anni insieme
- 2012 – Un'ora con...

### Singoli
- 1976 – 'A storia mia ('O scippo)
- 1976 – Maestra 'e pianoforte/'O primogenito
- 1977 – L'Ultimo natale 'e papà mio/Core mio
- 1978 – Martinelli Mario/Anema mia
- 1978 – For 'a scola
- 1979 – 'A parturente/Nu gelato e nu cafè
- 1982 – 'Nu jeans e 'na maglietta/Ballammo
- 1983 – Sotto 'e stelle/T'amo
- 1983 – Capodanno/Vedrai
- 1983 – Maledetto treno/Bimba
- 1984 – Piccola/Sogno d'estate
- 1984 – 'O lido d'e 'nnammuratielle/Va te cocca
- 1984 – Rieste ccà/L'amica di papà
- 1985 – Luna spiona/A mare...OO
- 1986 – Vai/Io vagabondo
- 1987 – Stasera/Stupida avventura
- 1988 – Napoli
- 1988 – Fantasia
- 1988 – Il cammino dell'amore
- 1989 – Io vivo
- 1990 – Non batte il cuore
- 1990 – Qualcosa da dimenticare
- 1991 – Occhi di ghiaccio
- 1991 – Mente-cuore
- 1991 – Note Sconosciute
- 1992 – Bravo ragazzo
- 1994 – Cattivo amore
- 1995 – Nun me puo' scurda'
- 1995 – Carezza luntana
- 1996 – A regina de canzone
- 1996 – O mare e Palermo (live)
- 1997 – 'E canzone d'ammore
- 1999 – Senza giacca e cravatta
- 1999 – Voglio penzà a te
- 2001 – Jesce sole
- 2002 – Marì
- 2003 – 'A storia 'e nisciuno
- 2003 – 'O Schiavo e 'o rre
- 2004 – 'O Pate
- 2005 – Brava gente
- 2005 – Bella
- 2005 – L'eroe
- 2005 – Suonno
- 2007 – 'Nu Napulitano
- 2008 – Il compleanno
- 2009 – Vieneme nzuonno (cover Sergio Bruni)
- 2009 – 'O Vesuvio (cover Sergio Bruni)
- 2010 – Jammo jà (con Maria Nazionale)
- 2010 – Jammo jà (con Ambrogio Sparagna e Le voci del sud (live Sanremo)
- 2010 – Chesta sera (versione 2010)
- 2011 – Italia bella
- 2011 –  Maletiempo
- 2014 – L'incertezza remix
- 2017 –  Si turnasse a nascere
- 2019 – Un'altra luce
- 2019 – Un'altra luce (con Sottotono) (live Sanremo)
- 2021 – Voglio parlà sulo d'ammore

## Partecipazioni al Festival di Sanremo
- 1986 – Vai (Nino D'Angelo e Antonio Annona) – 7º posto
- 1999 – Senza giacca e cravatta (Gaetano D'Angelo, Carmine Tortora e Gaetano D'Angelo) – 8º posto
- 2002 – Marì (Gaetano D'Angelo, Carmine Tortora e Philippe Leon) – 15º posto
- 2003 – 'A storia 'e nisciuno (Gaetano D'Angelo, Carmine Tortora e Gaetano D'Angelo) – 11º posto
- 2010 – Jammo jà (Gaetano D'Angelo e Maria Nazionale) – non finalista
- 2019 – Un'altra luce (Gaetano D'Angelo e Livio Cori) – 24º posto

## Libri
- Enzo Peluso, Scugnizzo biondo, su Nino D'Angelo, Napoli, D'Angelo production, 1986, SBN CFI0058139.
- L'ignorante intelligente, Milano, Mondadori, 2000, ISBN 88-04-47635-4.
- Core pazzo, Milano, Baldini Castoldi Dalai, 2010, ISBN 978-88-6073-219-4.
- Raffaele Auriemma, Seppelliteci qui, prefazione di Nino D'Angelo, Napoli, Graf, 2010, ISBN 978-88-89433-21-8.
- Il poeta che non sa parlare, prefazione di Nicola Lagioia, Milano, Baldini & Castoldi, 2021, ISBN 978-88-9388-842-4.

## Riconoscimenti
- 1998 – David di Donatello per Miglior musicista in Tano da morire
- 1998 – Ciak d'oro per la Migliore colonna sonora in Tano da morire
- 1998 – Nastro d'argento per la Migliore colonna sonora in Tano da morire
- 1998 – Premio SIAE per la colonna sonora inTano da morire[13]
- 1998 – Globo d'oro alla migliore musica in Tano da morire[14]
- 2000 – Premio Gassman
- 2002 – Fregene per Fellini alla Migliore colonna sonora per Aitanic[15]
- 2003 – Premio Flaiano per Il cuore altrove[16]
- 2005 – Totò alla carriera
- 2011 – Premio Carosone
- 2011 – Premio La Zampogna
- 2012 – Trofeo Napoli prima e dopo[non chiaro]
- 2013 – Premio San Gennaro
- 2013 – Meeting del mare nella categoria Un mare di musica[17]
- 2020 – Premio Napoli c'è[18]
- 2022 – Premio Annibale Ruccello
- 2022 – Premio Padre Pio